# Immeuble, 74 rue de la République (Saint-Pierre-d'Oléron)
L'hôtel particulier, bâti au XVIIIe siècle, est située 74 rue de la République à Saint-Pierre-d'Oléron, en France. L'immeuble a été inscrit au titre des monuments historiques en 1969.

## Histoire
L'immeuble est inscrit au titre des monuments historiques par arrêté du 22 octobre 1969.